# Saint-Domet
Saint-Domet település Franciaországban, Creuse megyében. Lakosainak száma 162 fő (2022. január 1.). Saint-Domet Champagnat, Peyrat-la-Nonière és La Serre-Bussière-Vieille községekkel határos.

## Népesség
A település népessége az elmúlt években az alábbi módon változott:
| Lakosok száma | 317  | 238  | 205  | 172  | 169  | 176  | 176  | 167  | 163  | 162  |
|               | 1968 | 1982 | 1990 | 2006 | 2013 | 2015 | 2017 | 2019 | 2020 | 2022 |